# 吉田作弥

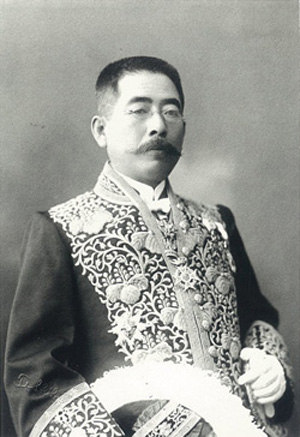
吉田作弥の肖像写真。撮影年は不明。

吉田 作弥（よしだ さくや、安政6年5月13日（1859年6月13日） - 昭和4年（1929年）12月26日）は、日本の外交官。

## 略歴
- 安政6年（1859年）5月13日 - 熊本藩士・吉田鳩太郎の4男として誕生。
- 明治4年（1871年）9月 - 熊本洋学校に入学。
- 明治9年（1876年）
  - 4月 - L.L.ジェーンズにより受洗。
  - 6月 - 洋学校卒業。
  - 9月 - 同志社英学校に入学。
- 明治12年（1879年）6月 - 同志社英学校余科卒業。
- 明治13年（1880年） - 神戸女学院教師。
- 明治16年（1883年） - 上京し、外務省洋語学所（後の東京外国語大学）にてドイツ語を学ぶ。
- 明治17年（1884年）6月 - 外務省御用掛かり。翌年外務省書記生（専門職）としてオーストリア公使館に勤務。
- 明治21年（1888年）3月 - ハーグ公使館勤務。
- 明治22年（1889年） - サンクトペテルブルク勤務。ボン大学卒業（ドクトルユーリス学位取得）。オーストリア皇帝フランツ・ヨーゼフ1世より叙勲。
- 明治25年（1892年） - 帰国。翌年東京帝国大学法学科教師、井上毅文部大臣秘書官兼参事官（京城領事館土地問題解決に尽くす）。
- 明治27年（1894年） - 京都第三高等学校教授（国際法）法学部主事。同志社教師。
- 明治29年（1896年） - 結婚（妻 栄子）。
- 明治31年（1898年）4月 - オーストリア公使館一等書記官。
- 明治33年（1900年）11月 - オランダに勤務。
- 明治34年（1901年） - オーストリア勤務。
- 明治35年（1902年） - オランダ女王ウィルヘルミナより叙勲。
- 明治37年（1904年）9月 - オーストリア勤務を免じられる。
- 明治39年（1906年） - オーストリア皇帝フランツ・ヨーゼフ1世より叙勲。
- 明治41年（1908年）6月 - シャム公使。
- 明治43年（1911年） - 勲三等瑞宝章受章。
- 大正3年（1914年）6月 - 外務省退官。
- 昭和4年（1929年）12月26日 - 死去。

## 栄典
位階
- 1914年（大正3年）7月10日 - 正四位[1]

勲章
- 1902年（明治35年）12月28日 - 単光旭日章[2]

外国勲章佩用允許
- 1906年（明治39年）3月23日 - オーストリア＝ハンガリー帝国：フランソワージョゼフ勲章コマンドール[3]
- 1906年（明治39年）3月23日 - オーストリア＝ハンガリー帝国：フランソワージョゼフ勲章コマンドール星章[3]

## 人物
ことに吉田作彌の入信は、彼が反キリスト教派の急先鋒であったため、結盟の人々をビックリさせた。学校休業が間近に迫ったある夜、吉田はジェーンズを訪ねて、「先生、私は信仰にはいります。神は確かにあります」と自分が種子をまいて育てた朝顔が、成長して花を咲かせたのを見て、有神論を肯定したと告白した。ジェーンズは喜んで励まして帰した。（中略）。キリスト教を信ずると公表して、吉田は間もなく養家にま呼びつけられた。彼の父は非常に激怒して、絶対に思い止まらせようと、ありと汎ゆる手段を尽くしたが、頑として服従せず、効果が無かった。遂に父親は白刃を閃かせて手打ちにすると威嚇した。吉田作彌は養家に帰る直前、ジェーンズから「行け!殺されよ」と励まされていたので、白刃を何とも思わず、死を決して頭を静かに差し伸ばして、お父上の手で死ぬのは本望の至りです」と言って従容としていた。父は一層面憎く思ったが愛する自分の息子、ことに教えのために死をも恐れず平然として殉教の態度を示す殊勝な作彌を殺すことは出来ない。「馬鹿者!」と大喝一声、サッと刃を振って刀背で彼の頸筋を強か叩いた。実に偉大な魂胆ではないか。これが20歳にも満たぬ少年の奉教顛末であった。

## 家族
妻の榮子は明治42年（1910年）閑院宮御用取扱い仰せ付けられ、大正4年（1929年）従六位、大正12年（1923年）正六位、昭和20年（1945年）依願により閑院宮御用取扱いを免ぜられた。